# Преконизация
Преконизация (от латински "praeconizatio" - обявяване) - тържествено обявяване от папата на номинацията на нов епископ. От този момент до каноничното приемане на епархията, духовникът носи титлата „епископ – номинат“.